# Cirkus Möller
Cirkus Möller var ett humorprogram i TV4 som hade premiär under hösten 2009. Programledare är Måns Möller och till sin hjälp har han Stephen Simmonds som figurerar som kapellmästare för husbandet. En andra säsong sändes under hösten 2010. Programmet fungerar som Idols pausprogram under veckofinalerna.
Programmet gästas av svenska humorprofiler och varvas med rappa studiosamtal och aktuella komiska inslag såsom parodier på TV-program. Dessutom gästspelar kända personer, ofta som sig själva. Vinjettlåten heter Adiyeah.
Under mars-maj 2010 turnerade Cirkus Möller i Sverige. Förutom Möller själv medverkade även Stephen Simmonds, Patrik Larsson, Hasse Brontén och Sean Banan på turnén.

## Mottagande
Hösten 2009 lockade premiärprogrammet, enligt Mediamätning i Skandinavien (MMS), 1 135 000 tittare, vilket var något lägre än Idols första del och SVT-programmen Skavlan och Doobidoo. I de yngre målgrupperna, 12–59 samt 15–44 år, hade dock Cirkus Möller fler tittare än de nämnda SVT-programmen. En månad efter premiären var tittarsiffran nere på 952 000.
Vissa inslag i serien har upprört många tittare och programmet har även anmälts till Granskningsnämnden för radio och TV.

## Återkommande rollfigurer och inslag
| Rollfigurer/inslag           | Skådespelare                                               | Rollbeskrivning | Säsong |
| ---------------------------- | ---------------------------------------------------------- | --- | ------ |
| Bilal Kachif                 | David Batra                                                | Säsong 1: Är en skum, social taxichaufför med dold kamera som ofta får passagerarna att lämna taxibilen redan innan avresa. Säsong 2: Praktiserar olika yrken på sitt personliga vis, till glädje eller oftast förvirring och frustration bland människor han möter. | 1, 2   |
| Evert                        | (okrediterad)                                              | Är mycket sträng och Möllers före detta tentavakt. Utdelar straffuppgift till den utvalda ur publiken som misslyckas med sitt tilldelade studiouppdrag i inslaget Pris eller Evert? | 2      |
| Flickorna på Klitteholm      | Måns Möller, Patrik Larsson, Özz Nûjen, Sebastian Karlsson | Ridskolesåpa med de tre hästtjejerna Nettan, Ullis och Fatima. Givetvis med förvecklingar, cliffhanger och berättarröst. Karaktärerna: - Nettan (Måns Möller): En snäll och förståndig tjej som gärna vill vara hästen Pinocchios försteskötare. Men hon påstår att huvudsaken är att Pinocchio ska ha det bra. - Ullis (Patrik Larsson): Ett matvrak som inte riktigt bryr sig om att vara Pinocchios försteskötare. Hennes catch phrase är asså shiiit!, ett uttryck som hon använder när hon tycker det är otroligt, något som hon ofta brukar tycka. Hennes pappa äger stallet på Klitteholm. - Fatima (Özz Nûjen): En kaxig tjej från Afghanistan. Hon var ny i ridklubben i första avsnittet, strax därefter blev hon Pinocchios försteskötare ända tills hon blev diskvalificerad när hon tog med sig champagne på ridklubbens fest. - Ridskolläraren (Sebastian Karlsson): Efterträdde en ridskollärarinna i 50-60-årsåldern. Det är oklart vad ridskolläraren heter, men han är populär bland tjejerna, inte minst Nettan, Ullis och Fatima. Ridskolläraren är rättvis och förnuftig. - Ridläraren (Helena Fernell). | 2      |
| Hanna                        | Claudia Galli                                              | Student som extraknäcker och ger fiffiga råd. | 1      |
| Hyland och Falk              | Hasse Brontén, Nour El Refai                               | Kriminalare i CSI Rimbo, Cirkus Möllers egna kriminalserie. | 1      |
| När kommer Johan Glans?      | Johan Glans                                                | Johan Glans vill inte medverka i programmet, men på order av sin chef (Åsa Sjöberg) gör Möller allt han kan för att övertala Glans. | 2      |
| Kent                         | Patrik Larsson                                             | Studioman och Möllers mobbade barndomskamrat som ständigt blir påmind om sin jobbiga barndom. Och Möller var den värsta mobbaren. Kent försöker hämnas med att slå ihjäl Möller i slutet på varenda avsnitt i säsong 1, men har misslyckats ända tills sista avsnittet, då han klöv Möller med ett lasersvärd. På något sätt vaknade Möller till liv igen och kunde göra turné och säsong 2 av Cirkus Möller, dock utan Kent. | 1      |
| Kåre och Sten                | Henrik Dorsin, Rikard Ulvshammar                           | Två förtidspensionerade stamkunder på Måns Möllers pizzeria, Åsens Krog. Drar sig inte för att ge gästande kändisar en "känga". | 1      |
| Laila                        | Ann Westin                                                 | Möllers hårda fystränare som tvingar Möller att komma i form för att bli en duglig programledare. | 1      |
| Lilla-programmen             | (okända barn)                                              | De yngres svar på kända TV-program. Exempelvis Lilla Parlamentet, Lilla Grannfejden, Sommar med lilla Ernst m.m. | 1, 2   |
| Petra Mede                   | Petra Mede                                                 | Skyr inga medel för att förändra andras levnadsvanor eller klättra på karriärstegen, oftast med feministiskt initiativ. Säsong 1: Har en samlevnadsskola. Säsong 2: Har en karriärskola. | 1, 2   |
| Pierre "The Eagle" Johansson | Johan Glans                                                | Raggningsexpert med självförtroende och självkänsla på topp. | 1      |
| Publiken frågar Måns         | Olika, men Måns Möller medverkar.                          | Någon från publiken får äran att ställa en fråga till Måns Möller, vilken alltid föregås med smicker och beröm. Därefter besvarar Möller frågan och visar ett inslag som förtydligar svaret. | 1, 2   |
| Sean Banan                   | Sean Samadi (okrediterad)                                  | Sverigeresande som säger precis vad han tänker och tycker, vilket ofta är sexistiskt eller vulgärt. Anlitad av Arbetsförmedlingen. Säsong 1: Upptäcktsresande reporter. Säsong 2: Praktikant inom olika branscher. | 1, 2   |
| Stephen Simmonds             | Stephen Simmonds                                           | Kapellmästare som även hjälper till med småpratet i studion, presenterar Måns Möller när programmet ska börja och sjunger till en del intron till inslagen i programmet. | 1, 2   |
| Stureplansakademien          | Jennifer Rojas, Dezirée Revell (okrediterade)              | Två Stureplan-tjejer testar allmänbildningen genom att diskutera och besvara tilldelade frågor. Exempel på frågor: Hur många gram går det på ett kilo? Vad heter Sveriges konung? Vad innebär det att vara klyftig? | 1      |
| Vad händer på Twitter?       | Olika kändisar blir parodierade.                           | Ett inslag där olika kändisar twittrar. Parodierna på kändisarna utgår från vad som är "typiskt för dem", bl.a. bland annat blev Sveriges konung parodierad för sin dyslexi. | 1, 2   |